# Museo Arqueológico de Ibiza y Formentera
El Museo Arqueológico de Ibiza y Formentera (conocido también como MAIF) cuenta con dos sedes, una de ellas se ubica en Dalt Vila (Capilla del Salvador) y la otra en la necrópolis púnica de Puig des Molins (de hecho es un museo monográfico sobre la misma necrópolis).   

## La sede de la Capilla del Salvador
El museo más antiguo o primitivo es el situado en Dalt Vila, en la plaza de la Catedral, parte alta de la ciudad amurallada, donde se encuentran también el Castillo, la casa del Obispo, la casa de la Curia, la antigua Lonja, hoy convertida en es Mirador (desde donde se puede ver una magnífica panorámica del barrio de sa Marina, el puerto y el ensamble moderno) y la iglesia de santa María, constituida catedral en 1785. Ocupa la capilla del Salvador y la sala de la Universidad, construidas, ambas, a mediados del siglo XIV, y que fue sede del  Ayuntamiento hasta 1838. Posteriormente, con la construcción de la muralla Renacentista por Calvi y Fratín en la segunda mitad del XVI, el edificio fue ampliado al baluarte de santa Tecla. Todas estas construcciones fueron cedidas al excelentísimo Ayuntamiento de Ibiza. En la actualidad, aunque permanece cerrado desde 2011 y no hay visos de una pronta apertura, se ha mantenido la estructura original del edificio adaptándolo a las necesidades museísticas.
Se aporta un documento literario para desmentir la cronología apuntada en la página web del MAIF (www.maef.es) para la construcción del edificio, que ellos sitúan en el XV.

La primera noticia que de la misma conozco se refiere a la fundación de un beneficio en ella, en octubre de 1364. Y luego, que el Rdo. Luís Palanca, Visitador de la isla por el Cardenal Aspargo, Arzobispo de Tarragona en 1435, visitó la capilla del Salvador, sufragánea (ndr.: la arquidiócesis suele presidir sobre un grupo de diócesis de una región, las cuales son conocidas como sufragáneas) de la Iglesia parroquial (de Santa María) y situada en el cementerio, con altar y retablo multum pulcriore deaurato. En efecto; el primer cementerio de la Villa, luego de la reconquista de 1235, estuvo en la plaza mayor de la iglesia. Hasta su traslado a la parte posterior de la misma, el 20 de mayo de 1601. (Macabich, 1965: vol. III, p. 363) (Citado por Gurrea y Martín, 1999: 100)

El museo se crea en 1907, cuando la Sociedad Arqueológica Ebusitana dona su colección al Estado. La Sociedad Arqueológica Ebusitana fue fundada en 1903, y entre sus miembros figuran nombres ilustres de la arqueología ebusitana, como Arturo Pérez-Cabrero, Vives Escudero, Joan y Carles Roman o Fidel Fita. Excavaron en muchísimos lugares de la geografía ibicenca (Carles Roman especialmente, ya que abarcó muchos yacimientos rurales: ses Païsses de Cala d’Hort, can Miquel d’en Curt, era des Matarets, Can Pis…) pero especialmente las necrópolis de Puig des Molins, sa Barda y ses Torres, y los santuarios de s’Illa Plana y es Cuieram.

## Museo Monográfico de Puig des Molins
Su historia se inicia el 8 de octubre de 1929 (año del fin de la dictadura de Primo de Rivera) con la visita del rey Alfonso XIII a Ibiza. Carles Roman, director del vetusto Museo Arqueológico de Dalt Vila, aprovechó la visita para plantearle al monarca un ambicioso proyecto en la necrópolis de Puig des Molins. Y tuvo éxito porque obtuvo la declaración de monumento histórico-artístico para la necrópolis, el compromiso para la compra de los terrenos que estuvieran bajo propiedad particular y la promesa de la construcción de un nuevo museo que acogiera los materiales que abarrotaban  el pequeño edificio de la capilla del Salvador desde 1907. El proyecto preveía el cierre parcial de la necrópolis con un muro de obra y una reja que circunvalaba un perímetro de 1198 m, con una superficie total de 77 500 m², de los cuales 62 300 m² correspondían propiedades privadas y 15 200 m² al ejército. El coste total de la obra se cifró en 700.000 pesetas.
Con la caída de la monarquía y la proclamación de la República, el 14 de abril de 1931, el plan se vio frustrado. Pero aun así, el nuevo régimen republicano, el 3 de junio de 1931 mantuvo para la necrópolis el estatus de monumento histórico-artístico, aunque la nueva orden ministerial no estableció los límites del yacimiento, seguramente porque por aquella época (como también en la actual) se desconocían sus límites exactos. Esta imprecisión hizo que el crecimiento urbanístico, lenta pero inexorablemente, afectará gran parte de la necrópolis, sobre todo en la parte baja, donde al estar cubierta por sedimentos (en la parte alta el afloramiento de la peña hace visibles los hipogeos) era menos visible.
La Ley del Patrimonio Histórico-Artístico del 13 de mayo de 1933 tampoco mejoró mucho las cosas. Roman, animado por la visita del presidente de la república, Niceto Alcalá Zamora (el 4 de abril de 1932), volvió a insistir con su proyecto del cerramiento y la expropiación de los terrenos, incluso había ofrecido gratuitamente una parcela en la finca de can Partit, propiedad de su familia, para edificar el nuevo museo, pero no consiguió que lo aprobaran.
Finalmente Roman consiguió su objetivo. Con la donación de parte de su finca, las obras se adjudicaron al contratista Miguel Guasch Clapés y el arquitecto fue Francisco Roca Simó. Pero nuevamente la desgracia parecía cernirse sobre este monográfico, se inicia la Guerra Civil. Eso hizo que la obra, con libramiento previsto para diciembre de 1936, se parará el 19 de julio (día del Alzamiento), cuando sólo se habían levantado las paredes maestras. Y no fue hasta la llegada de Mañá a la dirección del museo (1944-1964) cuando se dio un auténtico empujón a estas obras. Su principal “instigador” no pudo ver su obra finalizada. 
José María Mañá de Angulo (1912-1964) fue el director del Museo Arqueológico de Ibiza durante veinte años (1944-1964). Nace en Madrid en 1912 y se licencia en Filosofía y Letras en la Universidad de Madrid en 1941. Ejercerá como profesor de esa misma universidad hasta su ingreso en el Cuerpo Facultativo de Archiveros Bibliotecarios y Arqueólogos en 1944. Ese mismo año es destinado a Ibiza y recibe el nombramiento de Comisario Delegado Insular de Excavaciones Arqueológicas en Ibiza y Formentera.
A su llegada a Ibiza, Mañá tuvo que realizar su trabajo en unas condiciones bastante difíciles, ya que España se encontraba sumida en los años de posguerra. Ni que decir tiene que las partidas presupuestarias y las subvenciones para actividades arqueológicas eran prácticamente inexistentes, pero aún con estas penurias económicas hay que decir que desarrolló una actividad notable como investigador y arqueólogo en campo. Destacan entre sus investigaciones:
- El estudio de las terracotas acampanadas del santuario de Es Cuieram, de las que realizó un primero ensayo de tipología.
- El estudio de los cascarones de huevos de avestruz con decoración.
- Y la tipología de las ánforas púnicas.

Sin duda este último trabajo es el que más renombre le proporcionó; además de ser el más conspicuo y necesario para la época, llenando un vacío en la investigación del Mediterráneo Occidental. A día de hoy, y no sin dejar de admitir que se ha quedado un poco obsoleta por el trabajo de Joan Ramón (Las ánforas púnicas de Ibiza, 1995), su tipología sigue siendo citada reiteradamente, a nivel nacional e internacional, por los arqueólogos en sus trabajos en campo y por la bibliografía especializada de las publicaciones.
Entre 1946 y 1955 realizó seis campañas (1946, 1949, 1950, 1951, 1954 y 1955) en la necrópolis de Puig des Molins, yacimiento donde se encuentra actualmente el museo monográfico –construcción que se reinició precisamente bajo su dirección– y que en 1999 fue declarado Patrimonio de la Humanidad por la UNESCO. En 1949 se convierte en vicepresidente del Instituto de Estudios Ibicencos.
Al margen de estas intervenciones también realizó excavaciones en la Illa Plana (1953 con Miriam Astruc), en Sant Mateu d'Aubarca (Can Callarga en 1955 con M. Astruc) y con Benito Vilar Sancho rescató en Es Grum de Sal, isla Conejera (San Antonio Abad, Ibiza) el primer pecio investigado de Ibiza (1962-1963). En 1964 es nombrado miembro de la Asociación Española de Orientalistas, ese mismo año, el 7 de noviembre, muere en Madrid.
Al año siguiente, 1965, bajo la dirección del arquitecto Antonio Roca Cabanellas, hijo del anterior arquitecto, se acaba el edificio del Museo Monográfico del Puig des Molins. Muy pronto se vio que no tenía capacidad suficiente para albergar todos los materiales, como fue su objetivo original, por lo que se decidió mantener el museo de Dalt Vila como museo general de los hallazgos en toda la isla y el museo de Puig des Molins se convertiría en un monográfico de la necrópolis. El nuevo museo se abre el año 1966 para acoger la segunda edición de la Bienal de Arte Contemporáneo de Ibiza. Posteriormente en 1968, fue inaugurado definitivamente como Museo Monográfico de Puig des Molins.
El monográfico ha pasado grandes temporadas cerrado y envuelto en múltiples reformas. El período más escandaloso fueron dieciocho años de cierre (1995-2013), manteniéndose el personal más caro de todos los museos de las Baleares (infra 6) y privando a generaciones enteras de ibicencos y turistas de una de las joyas patrimoniales de la isla. Una auténtica vergüenza para una necrópolis única en el Mediterráneo Occidental y que fue declarada Patrimonio de la Humanidad por la Unesco en la sesión de 1999 en Marrakech. El director del MAIF, desde 1974, fue Jordi H. Fernández hasta su jubilación, siendo reemplazado en 2015 por su actual director Benjamín Costa.

## Secciones del Museo

### Sede de la Capilla del Salvador (Dalt Vila)
El contenido actual (aunque en el momento de redactar este documenta la sede está cerrada, como ya se ha advertido) de la exposición permanente ocupa más de tres mil años de historia de las Pitiusas, desde los primeros pobladores hasta la conquista catalana de 1235. La sede está dividida en seis áreas: prehistoria, colonización fenicia, época púnica, época romana alto imperial, época romana bajo imperial, antigüedad tardía y época medieval islámica. 
Se accede al museo desde la plaza de la Catedral. La entrada es la Capilla del Salvador, donde se encuentra el vestíbulo y, donde se encuentra la recepción, sección de venta de publicaciones, reproducciones, postales y el guardarropa. La visita se inicia por una sala del antiguo órgano de administración territorial desde la Baja Edad Media y Edad Moderna, la Universitat d'Eivissa, que se ha dividido en dos espacios. El recorrido debe hacerse por la derecha, donde se encuentra el área de prehistoria y de colonización fenicia. Mediante una larga escalera se llega al corredor del Baluarte de Santa Tecla, donde se exponen los hallazgos de época púnica. Al final del pasadizo, subiendo las escaleras, en la tercera sala se exhiben los del Alto Imperio romano, y en la cuarta sala los del Bajo Imperio romano y antigüedad tardía.

### Monográfico de Puig des Molins
Actualmente únicamente están abiertas una planta de 5 salas (una, la temporal, dedicada al proyecto arquitectónico) y un hipogeo (este es el resultado de 18 años de ostracismo), es decir que el recorrido deja muy poco a la imaginación.